# کریستو کونو
کریستو کونو (انگلیسی: Kristo Kono; ۱۷ ژوئیهٔ ۱۹۰۷ – ۲۲ ژانویهٔ ۱۹۹۱) آهنگساز اهل آلبانی بود.